# Der Messias (Händel, arr. Mozart)

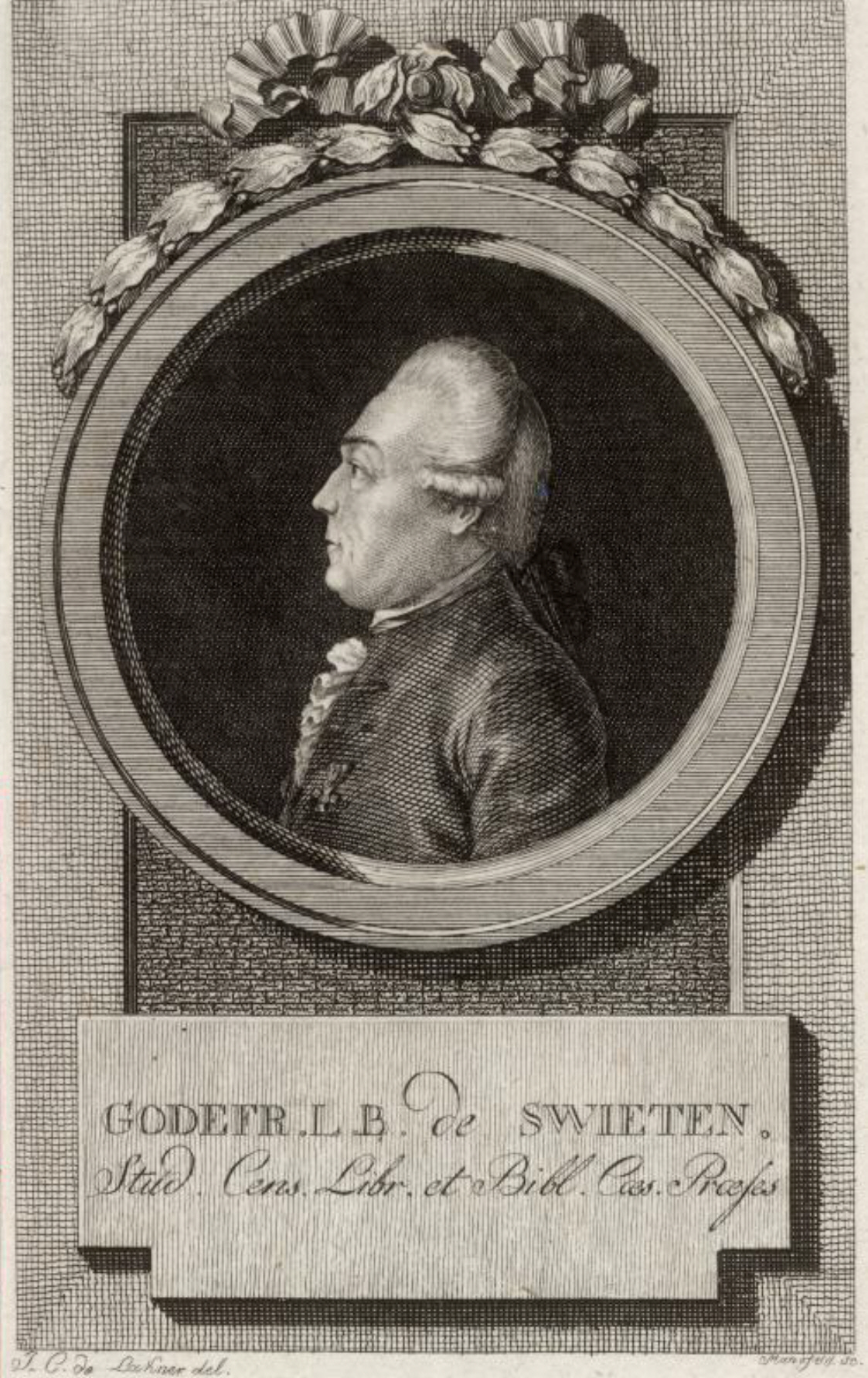
Baron van Swieten, der die Bearbeitung von Händels Musik durch Mozart veranlasste

Der Messias, KV 572, ist eine Bearbeitung, die Wolfgang Amadeus Mozart 1789 von Händels Oratorium Messiah anfertigte. Seine Version beruht auf einem deutschen Text und benutzt ein Orchester, in dem Blasinstrumente anders eingesetzt werden als in Händels barockem Werk, das 1742 in Dublin uraufgeführt wurde. Mozart schrieb die Fassung auf Initiative von Gottfried van Swieten für mehrere Aufführungen vor geladenen Gästen in Wiener Adelshäusern. Obwohl seine Fassung nur für diese Aufführungen gedacht war, wurde sie 1803, zwölf Jahre nach Mozarts Tod, veröffentlicht. Sie erschien in einer kritischen Ausgabe 1961 in der Neuen Mozart-Ausgabe und wird bis heute gespielt.

## Händels Oratorium
Händel vertonte ein englisches Libretto, das Charles Jennens aus Bibelstellen zusammengestellt hatte, wobei er überwiegend Texte aus dem Alten Testament verwendete. Der Aufbau des Oratoriums folgt dem Kirchenjahr. Teil I behandelt Advent, Weihnachten, und das Leben Jesu. Teil II stellt die Passion in den Mittelpunkt, gefolgt von Ostern, Himmelfahrt und Pfingsten. Teil III widmet sich dem Ende des Kirchenjahres mit dem Blick auf Tod und Auferstehung. Geburt und Tod des Messias werden durch die Prophezeiungen Jesajas dargestellt. Die einzige Szene des Oratoriums ist die Verkündigung an die Hirten aus dem Lukasevangelium. Bilder von Schafen und Hirten durchziehen den Text.
Für die musikalische Deutung des Textes benutzte Händel dieselben Mittel wie in seinen Opern und anderen Oratorien: Solo- und Chorgesang. Nur zwei Sätze sind rein instrumental. Händel setzte vier Stimmen ein, Sopran, Alt, Tenor und Bass, sowohl in solistischen Rezitativen und Arien als auch im Chor. Nur in einem Chorsatz ist der Sopran geteilt, sonst singt der Chor vierstimmig. Die Soli sind oft eine Kombination von Rezitativ und Arie für dieselbe Stimmlage. Händel benutzte sowohl Polyphonie wie Homophonie, um die Texte zu deuten.

## Mozarts Bearbeitung

### Geschichte
Mozart hatte Händels Messiah wahrscheinlich als Neunjähriger in London 1764/65 gehört und ein weiteres Mal in Mannheim, als er dort 1777 auf dem Weg nach Paris Station machte. Die erste Aufführung des Werkes in Deutschland war 1772 in Hamburg. Carl Philipp Emanuel Bach leitete dort 1775 die erste Aufführung in deutscher Sprache. Die Übersetzung wurde von Friedrich Gottlieb Klopstock und Christoph Daniel Ebeling erstellt und für weitere Aufführungen verfeinert.
Mozart arrangierte Händels Messiah wie auch andere seiner Werke für Akademien, also Aufführungen für geladene Gäste in den Häusern von Wiener Adeligen. Sie wurden von Gottfried van Swieten organisiert, der dafür die Gesellschaft der Associierten Cavaliers gegründet hatte. Mozart spielte ein Tasteninstrument in Konzerten der Gesellschaft, zum Beispiel für eine Bearbeitung von Händels Judas Maccabäus durch den Hoftheaterkomponisten Josef Starzer. 1788 wurde Mozart Leiter der Konzerte und bearbeitete Händels Acis and Galatea, gefolgt von Messiah 1789, und im folgenden Jahr Ode for St. Cecilia’s Day (Cäcilienode) und Alexander’s Feast (Das Alexanderfest). Van Swieten besaß eine Ausgabe von Händels Messiah, die bei „Randall and Abel“ 1769 gedruckt worden war. Zwei Kopisten übernahmen aus ihr für Mozart die Satzfolge mit den Tempo- und Dynamikbezeichnungen, die Singstimmen und den Streichersatz, und ließen Platz für die Einfügung weiterer Stimmen.

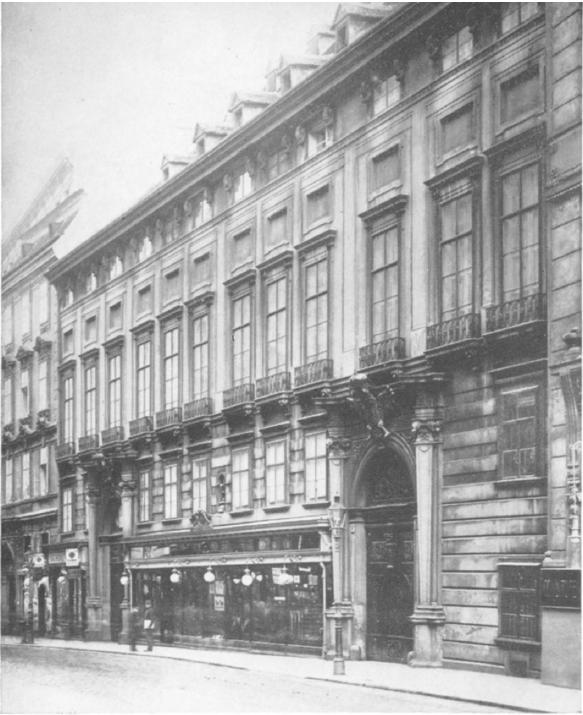
Palais Paar in Wien

Die Proben fanden im Haus van Swietens statt. Der Messias wurde am 6. und 7. März 1789 bei Graf Johann Esterházy mit Mozart am Fortepiano und zwölf Chorsängern aufgeführt. Die Solisten waren Mozarts Schwägerin Aloisia Lange, Katharina von Altomonte, Josef Valentin Adamberger und Ignaz Saal. Das Konzert wurde bei Johann Wenzel Paar wiederholt und zwei weitere Male um Weihnachten des Jahres im Winterpalast des Fürsten Schwarzenberg gegeben.
Mozart plante seine Version für diese Aufführungen nicht für eine Veröffentlichung. Sie wurde 1803, 12 Jahre nach seinem Tod, von Breitkopf & Härtel gedruckt. Der Herausgeber Friedrich Rochlitz verwendete einen anderen Text, eine Mischfassung der Übersetzung von Klopstock-Ebeling und einer Übersetzung von Johann Adam Hiller. Rochlitz würdigte Mozarts Leistung in einer Ankündigung der Publikation in der Allgemeinen musikalischen Zeitung: „Er hat mit äußerster Delikatesse nicht berührt, was über den Stempel seiner Zeit erhaben war … Die Chöre sind ganz gelassen, wie sie Händel geschrieben hat, und nur behutsam hin und wieder durch Blasinstrumente verstärkt.“ Die erste Urtextausgabe erschien 1961 als Teil der Neuen Mozart-Ausgabe.

### Text und Musik
Mozart lag eine Übersetzung von Klopstock und Ebeling vor, die bereits Carl Philipp Emanuel Bach verwendet hatte. Sie wurde teilweise verändert, wahrscheinlich durch van Swieten.
Mozart schrieb wie in seiner Großen Messe in c-Moll für zwei Solosopranstimmen, während Händel Sopran und Alt verwendet hatte. Manchmal teilte Mozart Chorstellen den Solisten zu, und er änderte die Stimmlage einiger Rezitative und Arien. Er kürzte die Musik, indem er einige Sätze nicht übernahm und von einer Da-capo-Arie nur den Hauptteil singen ließ. Er ersetzte die letzte Arie durch ein Rezitativ, und fand van Swietens Zustimmung, der ihm schrieb: „Ihr Gedanke, den Text der kalten Arie in ein Recitativ zu bringen, ist vortrefflich ... Wer Händel so feierlich und so geschmackvoll kleiden kann, dass er einerseits auch den Modegecken gefällt, und andererseits doch immer in seiner Erhabenheit sich zeigt, der hat seinen Werth gefühlt, der ist zu der Quelle seines Ausdrucks gelangt, und kann und wird sich daraus schöpfen“.
Mozart benutzte ein Symphonieorchester seiner Zeit, wie Händel ein barockes Orchester verwendet hatte, wobei auch Händel seine Werke jeweils den zur Verfügung stehenden Musikern anpasste. Mozarts Orchester besteht aus zwei Flöten mit Piccolo, zwei Oboen, zwei Klarinetten, zwei Fagotten, zwei Hörnern, drei Posaunen, zwei Trompeten, Pauken, Streichern und einem Tasteninstrument. Mozart setzte vor allem die Blasinstrumente (Harmonie) mehr ein und gab durch bestimmte Instrumente einzelnen Sätzen eine besondere Farbe. Mozart verwendete Klarinetten, die erst zu seiner Zeit Eingang ins Orchester fanden. Er gab Oboen und Fagotten unabhängige Stimmen, während Händel die Oboen lediglich zur Stimmverdoppelung und das Fagott als Teil des Continuo einsetzte. In einigen Chorsätzen ließ Mozart ein Blasinstrument den Sopran colla parte unterstützen, während ein Chor von drei Posaunen mit den Unterstimmen spielte. Die Trompete war im Barock ein Symbol weltlicher und göttlicher Macht und wurde von Virtuosen gespielt. Mozart stand jedoch in Wien kein Trompeter zur Verfügung, der den Part hätte spielen können. Händel hatte eine Trompete für die Arie über das Jüngste Gericht eingesetzt, entsprechend dem englischen Text The trumpet shall sound. Auf Deutsch heißt es „Sie schallt, die Posaun’“, und Mozart entschied sich nach mehreren Versuchen für das Horn. Als Continuo-Tasteninstrument in Rezitativen benutzte Mozart vermutlich das Fortepiano, da in privaten Häusern meist keine Orgel zur Verfügung stand.

### Aufbau
Die folgenden Tabellen legen die Nummerierung der Urtextausgabe der Neue Mozart-Ausgabe (NMA) von 1989 zugrunde. Die dritte Spalte enthält die korrespondiere(n) Nummer(n) der Hallischen Händel-Ausgabe (HHA) von Händels Messiah. Mozart benutzte italienische Bezeichnungen, Overtura für die Ouvertüre, Recitativo (Rec.) für ein secco-Rezitativ, das nur vom Continuo begleitet wird, Recitativo accompagnato ed aria (Acc. & Arie) für ein begleitetes Rezitativ, dem eine Arie in der gleichen Stimmlage folgt, und Coro für Chorsätze. Die Stimmen sind abgekürzt, Sopran (S, SII), Alt (A), Tenor (T) und Bass (B).

#### Parte prima
| NMA | Titel                                                                  | HHA  | Englisch                                                                      | Vokal         | Bibel                 | Anmerkung                         |
| --- | ---------------------------------------------------------------------- | ---- | ----------------------------------------------------------------------------- | ------------- | --------------------- | --------------------------------- |
| 1   | Overtura                                                               | 1    |                                                                               |               |                       |                                   |
| 2   | Tröstet Zion! Alle Tale macht hoch und erhaben                         | 2,3  | Comfort ye Ev’ry valley shall be exalted                                      | Acc. & Aria T | Jes 40,1–5            | Jesaja                            |
| 3   | Denn die Herrlichkeit Gottes des Herrn                                 | 4    | And the glory, the glory of the Lord                                          | Coro          | Jes 40,1–5            | Jesaja                            |
| 4   | So spricht der Herr Doch wer mag ertragen den Tag seiner Ankunft       | 5,6  | Thus saith the Lord But who may abide the day of His coming                   | Acc. & Aria B | Hag 2,6–7 Mal 3,1-2   | Haggai Maleachi                   |
| 5   | Und er wird reinigen die Kinder Levi                                   | 7    | And He shall purify                                                           | Coro          | Mal 3,3               |                                   |
|     | Denn sieh! Eine Jungfrau wird schwanger                                |      | Behold, a virgin shall conceive                                               | Rec. SII      | Jes 7,14 Mt 1,23      | Jesaja, zitiert von Matthäus      |
| 6   | O du, die Wonne verkündet in Zion mach' dich auf                       | 8    | O thou that tellest good tidings to Zion Arise, shine                         | SII Coro      | Jes 40,9 60,1         |                                   |
| 7   | Blick auf! Nacht bedeckt das Erdreich Das Volk, das im Dunkeln wandelt | 9,10 | For behold, darkness shall cover the earth The people that walked in darkness | Acc. & Aria B | Jes 60,2–3 Jes 9,2    |                                   |
| 8   | Uns ist zum Heil ein Kind geboren                                      | 11   | For unto us a Child is born                                                   | Coro          | Jes 9,6               |                                   |
| 9   | Pifa                                                                   | 12   |                                                                               |               |                       |                                   |
|     | Es waren Hirten beisammen auf dem Felde                                |      | There were shepherds abiding in the field                                     | Rec. SII      | Lk 2,8-13             | Lukas, Verkündigung an die Hirten |
| 10  | Und sieh, der Engel des Herrn trat zu ihnen                            | 13   | And lo, the angel of the Lord came upon them                                  | Acc. SII      | Lk 2,8-13             | Lukas, Verkündigung an die Hirten |
|     | Und der Engel sprach zu ihnen                                          |      | And the angel said unto them                                                  | Rec SII       | Lk 2,8-13             | Lukas, Verkündigung an die Hirten |
| 11  | Und alsobald war da bei dem Engel                                      | 14   | And suddenly there was with the angel                                         | Acc. SII      | Lk 2,8-13             | Lukas, Verkündigung an die Hirten |
| 12  | Ehre sei Gott                                                          | 15   | Glory to God                                                                  | Coro          | Lk 2,8-13             | Lukas, Verkündigung an die Hirten |
| 13  | Erwach' zu Liedern der Wonne                                           | 16   | Rejoice greatly, O daughter of Zion                                           | Aria T        | Sach 9,9–10           | Sacharja                          |
|     | Dann tut das Auge des Blinden sich auf                                 |      | Then shall the eyes of the blind be open'd                                    | Rec. S        | Jes 35,5–6            |                                   |
| 14  | Er weidet seine Herde Kommt her zu ihm                                 | 17   | He shall feed His flock Come unto Him                                         | Aria S        | Jes 40,11 Mt 11,28–29 |                                   |
| 15  | Sein Joch ist sanft                                                    | 18   | His yoke is easy                                                              | Coro          | Mt 11,30              |                                   |

#### Parte seconda
| NMA | Titel                                                                      | HHA   | Englisch                                                                               | Vokal           | Bibel              | Anmerkung                |
| --- | -------------------------------------------------------------------------- | ----- | -------------------------------------------------------------------------------------- | --------------- | ------------------ | ------------------------ |
| 16  | Kommt her und seht das Lamm                                                | 19    | Behold the Lamb of God                                                                 | Coro            | Joh 1,29           | Johannes                 |
| 17  | Er ward verschmähet                                                        | 20    | He was despised                                                                        | Aria SII        | Jes 53,3 50,6      | Schmerzensmann           |
| 18  | Wahrlich, wahrlich!                                                        | 21    | Surely, He hath borne our griefs                                                       | Coro            | 53,4-8             | Schmerzensmann           |
| 19  | Durch seine Wunden sind wir geheilt                                        | 22    | And with His stripes we are healed                                                     | Coro            | 53,4-8             | Schmerzensmann           |
| 20  | Wie Schafe gehn                                                            | 23    | All we like sheep                                                                      | Coro            | 53,4-8             | Schmerzensmann           |
| 21  | Und alle, die ihn seh'n                                                    | 24    | All they that see Him                                                                  | Acc. S          | 53,4-8             | Schmerzensmann           |
| 22  | Er trauete Gott                                                            | 25    | He trusted in God                                                                      | Coro            | 53,4-8             | Schmerzensmann           |
| 23  | Die Schmach bricht ihm sein Herz Schau hin und sieh!                       | 26,27 | Thy rebuke hath broken His heart Behold, and see                                       | Acc. & Aria SII | Ps 69,20 Klgl 1,12 | Psalm 69 Klagelieder     |
| 24  | Er ist dahin aus dem Lande der Lebenden Doch Du ließest ihn im Grabe nicht | 28,29 | He was cut off out of the land of the living But Thou didst not leave his soul in hell | Acc. & Aria S   | Jes 53,8 Ps 16,10  | Tod Auferstehung         |
| 25  | Machet das Tor weit                                                        | 30    | Lift up your heads                                                                     | Coro (SSATB)    | Ps 24,7–10         | Psalm 24                 |
|     | Zu welchem von den Engeln hat er je gesagt                                 |       | Unto which of the angels said he at any time                                           | Rec. S          | Heb 1,5            | Brief an die Hebräer     |
| 26  | Der Herr gab das Wort                                                      | 33    | The Lord gave the word                                                                 | Coro            | Ps 68,11           | Psalm 68                 |
| 27  | Wie lieblich ist der Boten Schritt                                         | 34a   | How beautiful are the feet of Him                                                      | Aria S          | Jes 52,7 Röm 10,15 |                          |
| 28  | Ihr Schall ging aus                                                        | 35a   | Their sound is gone out                                                                | Coro            | Röm 10,18 Ps 19,4  |                          |
| 29  | Warum entbrennen die Heiden                                                | 36    | Why do the nations so furiously rage                                                   | Aria B          | Ps 2,1–4,9         | Psalm 2                  |
| 30  | Brecht entzwei die Ketten alle                                             | 37    | Let us break their bonds asunder                                                       | Coro            | Ps 2,1–4,9         | Psalm 2                  |
|     | Der da wohnet im Himmel                                                    |       | He that dwelleth in heaven                                                             | Rec. T          | Ps 2,1–4,9         | Psalm 2                  |
| 31  | Du zerschlägst sie mit dem Eisenszepter                                    | 38    | Thou shalt break them with a rod of iron                                               | Aria T          | Ps 2,1–4,9         | Psalm 2                  |
| 32  | Halleluja                                                                  | 39    | Hallelujah                                                                             | Coro            | Offb 19,6.16 11,15 | Offenbarung des Johannes |

#### Parte terza
| NMA | Titel                                 | HHA   | Englisch                       | Vokal         | Bibel          | Anmerkung              |
| --- | ------------------------------------- | ----- | ------------------------------ | ------------- | -------------- | ---------------------- |
| 33  | Ich weiß, daß mein Erlöser lebt       | 40    | I know that my Redeemer liveth | Aria S        | Ijob 19,25–26  |                        |
| 34  | Wie durch einen der Tod               | 41    | Since by man came death        | Coro (4)      | 1 Kor 15,21–22 | Auferstehung der Toten |
| 35  | Merkt auf! Sie erschallt, die Posaune | 42,43 | Behold The trumpet shall sound | Acc. & Aria B | 1 Kor 15,51–57 | Auferstehung der Toten |
|     | Dann wird erfüllt                     |       | Then shall be brought to pass  | Rec. S        | 1 Kor 15,51–57 | Auferstehung der Toten |
| 36  | O Tod, wo ist dein Pfeil              | 44    | O death, where is thy sting?   | Duetto SII T  | 1 Kor 15,51–57 | Auferstehung der Toten |
| 37  | Doch Dank sei Dir Gott                | 45    | But thanks be to God           | Coro          | 1 Kor 15,51–57 | Auferstehung der Toten |
|     | Wenn Gott ist für uns                 |       | If God be for us               | Acc. S        | Röm 8,31,33-34 |                        |
| 38  | Würdig ist das Lamm                   | 47    | Worthy is the Lamb             | Coro          | Offb 5,12–14   | Offenbarung            |
|     | Amen                                  |       | Amen                           | Coro          |                |                        |

### Änderungen und einzelne Sätze
Der Musikwissenschaftler David Schildkret untersuchte in seinem Aufsatz „Mozart contemplating a work of Handel“ Satz für Satz, welche Änderungen Mozart vornahm und ob er sich auf Hauptteil oder Anhang in der Partitur Händels stützte. Er fasst zusammen:
- Mozart veränderte in mehr als der Hälfte der Sätze Händels Instrumentierung, indem er Blasinstrumente zusätzlich einfügte.
  - Flöten werden eingesetzt in Nr. 2 (Tröstet Zion), in der Arie von Nr. 4 (Doch wer mag ertragen), Nr. 6 (O du, die Wonne verkündet in Zion), Nr. 7 (Blick auf!), Nr. 9 (Pifa), Nr. 12 (Ehre sei Gott), Nr. 18 (Wahrlich), Nr. 20 (Wie Schafe gehn), im 2. Teil von Nr. 24 (Doch du ließest ihn im Grabe nicht), Nr. 25 (Machet das Tor weit), Nr. 27 (Wie lieblich ist der Boten Schritt), Nr. 29 (Warum entbrennen die Heiden), Nr. 31 (Du zerschlägst sie), Nr. 32 (Halleluja), Nr. 33 (Ich weiß, daß mein Erlöser lebet), und Nr. 38 (Würdig ist das Lamm).
  - Oboen werden eingesetzt in Nr. 3 (Und die Herrlichkeit), in der Arie von Nr. 4 (Doch wer mag ertragen), Nr. 5 (Doch er wird reinigen), Nr. 6 (O du, die Wonne verkündet in Zion), Nr. 8 (Uns ist zum Heil ein Kind geboren), Nr. 9 (Pifa), Nr. 12 (Ehre sei Gott), Nr. 15 (Sein Joch ist sanft), Nr. 16 (Kommt her und seht das Lamm), Nr. 18 (Wahrlich), Nr. 20 (Wie Schafe gehn), Nr. 25 (Machet das Tor weit), Nr. 26 (Der Her gab das Wort), Nr. 29 (Warum entbrennen die Heiden), Nr. 32 (Halleluja), Nr. 34 (Wie durch einen der Tod), und Nr. 38 (Würdig ist das Lamm).
  - Klarinetten spielen in Nr. 3 (Und die Herrlichkeit), Nr. 6 (O du, die Wonne verkündet in Zion), Nr. 7 (Blick auf!), Nr. 9 (Pifa), Nr. 15 (Sein Joch ist sanft), Nr. 16 (Kommt her und seht das Lamm), Nr. 17 (Er wardverschmähet), Nr. 18 (Wahrlich), Nr. 20 (Wie Schafe gehn), Nr. 28 (Ihr Schall ging aus), Nr. 31 (Du zerschlägst sie), Nr. 32 (Halleluja), Nr. 33 (Ich weiß, daß mein Erlöser lebet), Nr. 34 (Wie durch einen der Tod), Nr. 37 (Doch Dank sei Dir Gott), und Nr. 38 (Würdig ist das Lamm).
  - Hörner prägen das Klangbild in Nr. 1 (Overtura), Nr. 3 (Und die Herrlichkeit), Nr. 5 (Doch er wird reinigen), Nr. 6 (O du, die Wonne verkündet in Zion), Nr. 8 (Uns ist zum Heil ein Kind geboren), Nr. 9 (Pifa), Nr. 12 (Ehre sei Gott), Nr. 15 (Sein Joch ist sanft), Nr. 16 (Kommt her und seht das Lamm), Nr. 18 (Wahrlich), Nr. 20 (Wie Schafe gehn), Nr. 25 (Machet das Tor weit), Nr. 26 (Der Herr gab das Wort), Nr. 32 (Halleluja), Nr. 35 (Merkt auf!), Nr. 37 (Doch Dank sei Dir Gott), und Nr. 38 (Würdig ist das Lamm).
- Mozarts Zeit empfand Tempi wie Grave langsamer als Händels Zeit. Mozart ließ manchmal Adagio vor der Schlusskadenz weg.
- Triller und andere Verzierungen wurden anders ausgeführt, und die Streichertechnik hatte sich verändert.
- Mozart fügte viele dynamische Bezeichnungen ein.
- Die Partitur, die Mozart zur Verfügung stand, ließ oft nicht erkennen, für welche Solostimme ein Satz bestimmt war. Mozart folgte seinem Empfinden für den Text und für die angestrebte abwechslungsreiche und gleichmäßige Aufteilung der Stimmlagen.

#### 1
In der Einleitung fügt Mozart im Grave-Teil Stimmen für zwei Hörner, drei Posaunen und zwei Fagotte hinzu.

#### 5
In Denn er wird reinigen werden die Chorstimmen mit Ausnahme des Schlusses Solostimmen zugewiesen.

#### 9
Das Klangbild der Hirtenmusik Pifa wird von Piccolo und vielen anderen Bläsern sowie Streichern mit Dämpfer (con sordino) bestimmt. Mozart ändert Händels Streicheraufteilung von drei Violinen und Viola zu zwei Violinen und zwei Violen.

#### 12
In Ehre sei Gott fügt Mozart viele Bläserstimmen hinzu und schreibt neue Stimmen für Trompeten und Pauken.

#### 32
In Halleluja spielen alle Bläser mit, mit neuen Stimmen für Trompeten und Pauken.

#### 34
In Wie durch einen der Tod, das bei Händel vom unbegleiteten Chor gesungen wird, lässt Mozart, Oboen, Klarinetten, Fagotte und Hörner mitspielen, die Hörner allerdings nur stellenweise.

#### 38
In Würdig ist das Lamm spielen alle Bläser mit, mit neuen Stimmen für Trompeten und Pauken.

## Aufführungen und Einspielungen
Der Musikwissenschaftler Michael Steinberg führt drei Gründe an, auch Mozarts Fassung weiterhin zu spielen, obwohl seit den 1970er Jahren eine Tendenz besteht, Musik im ursprünglichen Klangbild aufzuführen. Die Fassung enthält gute Musik, sie klingt anders als Händels weitverbreitete Musik und regt dadurch zu aufmerksamerem Hören an, und sie dokumentiert, wie sich Stil und Geschmack veränderten. Die Bearbeitung gewährt außerdem Einblick in Mozarts Arbeitsweise.
Mozarts Fassung wird bis heute aufgeführt und aufgenommen. Michel Corboz dirigierte eine Aufnahme mit dem Ensemble Vocal et Instrumental de Lausanne und den Solisten Audrey Michael, Magali Dami, Jard van Nes, Hans Peter Blochwitz und Marcos Fink, die 2009 wieder erschien. 1988 leitete Charles Mackerras die Huddersfield Choral Society und das Royal Philharmonic Orchestra, mit Felicity Lott, Felicity Palmer, Philip Langridge und Robert Lloyd, wobei er allerdings von Mozart lediglich die Instrumentierung übernahm. Helmuth Rilling leitete die Gächinger Kantorei und das Bach-Collegium Stuttgart in einer Aufnahme von 1992 mit den Solisten Donna Brown, Cornelia Kallisch, Roberto Saccà und Alastair Miles. Im Jahr 2011 leitete Jürgen Budday den Maulbronner Kammerchor und die Hannoversche Hofkapelle, mit Marlis Petersen, Margot Oitzinger, Markus Schäfer und Marek Rzepka. Der NDR Chor, geleitet von Philipp Ahmann, sang das Werk in einer Serie von Konzerten 2012, mit Ruth Ziesak, Gerhild Romberger, Werner Güra, Hanno Müller-Brachmann und dem Concerto Köln. 2014 leitete Hermann Max die Rheinische Kantorei und Das Kleine Konzert, mit Monika Frimmer, Mechthild Georg, Christoph Prégardien und Stephan Schreckenberger. In der Mozartwoche 2020 des Mozarteums Salzburg inszenierte Robert Wilson den Messias mit Les Musiciens du Louvre unter Marc Minkowski.